# Невяжский, Исаак Харитонович
Исаа́к Харито́нович (Ха́скелевич) Невя́жский (1898—1975) — советский радиотехник. Лауреат двух Сталинских премий.

## Биография
Родился 20 января (1 февраля) 1898 года в Варшаве в еврейской семье. Отец, Хаскель Шефтель-Лейбович Невяжский (1854—1937), уроженец Кельм (Россиенский уезд Ковенской губернии), был партнёром варшавской фирмы «Невяжский и Ацаркин», во время Первой мировой войны находившейся в Екатеринославе; мать — Ривка Боруховна Невяжская (в девичестве Бройде). После войны отец возвратился в Варшаву, а сыновья — будучи студентами — остались в Москве (вернувшиеся в Варшаву сёстры с семьями погибли в Варшавском гетто).
В 1925 году окончил электротехнический факультет МВТУ имени Н. Э. Баумана. В 1929—1946 годах — старший инженер, начальник отдела передающих устройств в Ленинградском бюро по проектированию и строительству мощных радиостанций.
В 1930-х годах руководил разработкой коротковолновых передатчиков для магистральной связи и передатчиков для радиовещания.
В 1935—1938 годах вместе с А. Л. Минцем сконструировал самую мощную в мире коротковолновую радиостанцию РВ-96. Во время войны разрабатывал средства оборонной радиотехники.
В 1941—1946 работал во ВНИИРТ в штате, затем до 1952 г. по совместительству.
С 1946 года в РТИАН.
Также с 1932 года преподавал в ЛЭИС имени М. А. Бонч-Бруевича и в МЭИ. Доктор технических наук (1943), профессор (1946).
Занимался разработкой высокочастотной системы синхроциклотрона на 680 МэВ для Объединённого института ядерных исследований в Дубне (1949), инжекторов протонов с сильной фокусировкой для синхротрона на 76 ГэВ Института физики высоких энергий в Серпухове.
Автор  учебников по радиопередатчикам (Курс радиопередатчиков,  Модель З. И., Невяжский И. Х. 1938,  Государственное издательство литературы по вопросам связи и радио;  Модель З.И. Невяжский И.Х. Курс радиопередатчиков. Том 2 М. Связьрадиоиздат. 1940г. 366с. Твердый переплет, Увеличенный формат.;  Радиопередающие устройства (Учебник для техникумов)  М., Связьиздат, 1950, совместно с З. И. Моделем).
Умер 6 января 1975 года в Москве. Похоронен на Введенском кладбище (6 уч.).

## Семья
- Брат — Иосиф Хаскелевич Невяжский (1899—1963), авиаконструктор, ведущий конструктор НИИ-303 ГКС.
- Сестра — Невяжская Мариама Хацкелевна (1893) — врач в Харькове.
- Жена — Берта Невяжская; сын — Иосиф (1928—1996), географ, преподаватель на географическом факультете МГУ.
- Племянник — историк, профессор Биньямин Коэн[ивр.] (1921—2000), его женой была художница Рут Шлосс[ивр.] (1922—2013); их дочь — историк и издатель Рая Коэн[ивр.] (род. 1952).

## Награды и премии
- Сталинская премия I степени (10 апреля 1942) — за изобретение электроприбора, имеющего оборонное значение
- Сталинская премия (1952)
- Государственная премия СССР (1970) — за разработку, сооружение и ввод в действие линейного ускорителя протонов на энергию 100 МэВ — инжектора Серпуховского протонного синхротрона
- орден Ленина (1942)
- орден Трудового Красного Знамени (1952)
- медали